# Chrysolytis deliarcha
Chrysolytis deliarcha är en fjärilsart som beskrevs av Edward Meyrick 1937.
Chrysolytis deliarcha ingår i släktet Chrysolytis och familjen rullvingemalar. Inga underarter finns listade i Catalogue of Life.